# Sąpolnica
Sąpolnica – wieś sołecka w Polsce położona w województwie zachodniopomorskim, w powiecie goleniowskim, w gminie Nowogard, przy drodze wojewódzkiej nr 106 Rzewnowo - Stargard - Pyrzyce.
Według danych z 1 stycznia 2011 roku wieś liczyła 75 mieszkańców. 
W latach 1975–1998 miejscowość administracyjnie należała do województwa szczecińskiego.